# Iraks premierministre
Irak blev oprettet som et mandatområde under Storbritannien i 1920. Iraks premierministre har været:

## Mandatområdet i Irak (1920-32)
- Abd al-Rahman al-Gillani (1920)

...
- Nuri al-Said (1930-32, 1. gang)

## Kongeriget Irak (1932-58)
- Naji Shawkat (1932-33)
- Rashid Ali al-Gailani (1933, 1. gang)

...
- Hamdi al-Pachachi (1944-46)

...
- Muzahim al-Pachachi (1948-49)

...
- Nuri al-Said (1938-40, 1941-44, 1946-47, 1949, 1950-52, 1954-57, 1958)
- Ahmad Mukhtar Baban (1958)

## Republikken Irak (1958-2003)
- Abdul Karim Qassim (1958-63)
- Ahmad Hassan al-Bakr (1963)

...
- Ahmad Hassan al-Bakr (1968-79)
- Saddam Hussein (1979-91, 1994-2003)

## Irakiske Regerende Råd (2003-04)
...
- Ibrahim al-Jaafari (1. gang, august 2003)
- Ahmed al-Chalabi (september 2003)
- Iyad Allawi (1. gang, oktober 2003)
- Jalal Talabani (november 2003)

...
- Adnan Pachachi (januar 2004)

...
- Massoud Barzani (april 2004)

...

## Republikken Irak (2004-)
- Iyad Allawi (2004-05)
- Ibrahim al-Jaafari (2005-06)
- Nouri al-Maliki (2006-2014)
- Haider al-Abadi (2014-2018)
- Adil Abdul-Mahdi (2018-2019)[1]